# Hala Turbacz
Hala Turbacz – duża polana w Gorcach. Znajduje się po południowej i południowo-wschodniej stronie poniżej szczytu Czoła Turbacza. W dolnej części sąsiaduje z polaną Czoło. Dawniej tętniła intensywnym życiem pasterskim. Na obrzeżach polany znajduje się niszczejący szałas. Wiosną na polanie obficie zakwitają krokusy, później zaś, na przełomie maja i czerwca łąka bieleje od puchatych owocostanów wełnianki. Z rzadkich w Karpatach roślin występuje turzyca dwupienna. Występuje też tutaj rzadki gatunek rośliny chronionej – pełnik europejski. W dolnej części polany, na młakach duże płaty łąki ostrożeniowej.
Na środku polany znajduje się stylizowany na wzór wejścia do szałasu polowy ołtarz z pamiątkową tablicą. Ustawiono go tutaj w 2003 na miejscu dawnego szałasu pasterskiego, w którym Karol Wojtyła 17 września 1953 odprawił mszę św. dla gorczańskich pasterzy oraz turystów. Uczynił to twarzą do wiernych, a było to na 10 lat przed Soborem Watykańskim II, który zreformował liturgię.
Hala Turbacz znajduje się w Koninkach (część wsi Poręba Wielka) w województwie małopolskim, w powiecie limanowskim, w gminie Niedźwiedź, poza granicami Gorczańskiego Parku Narodowego.

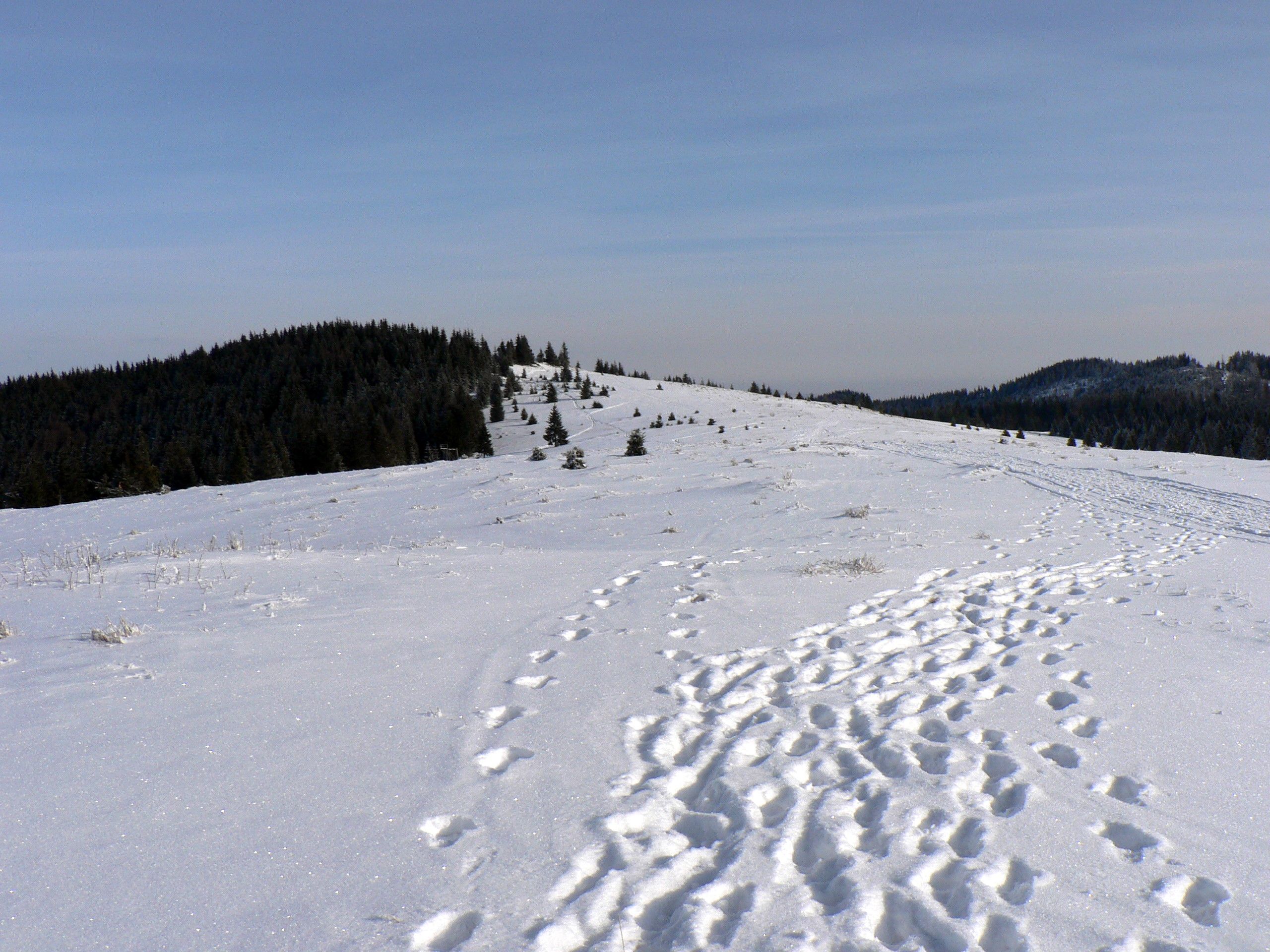
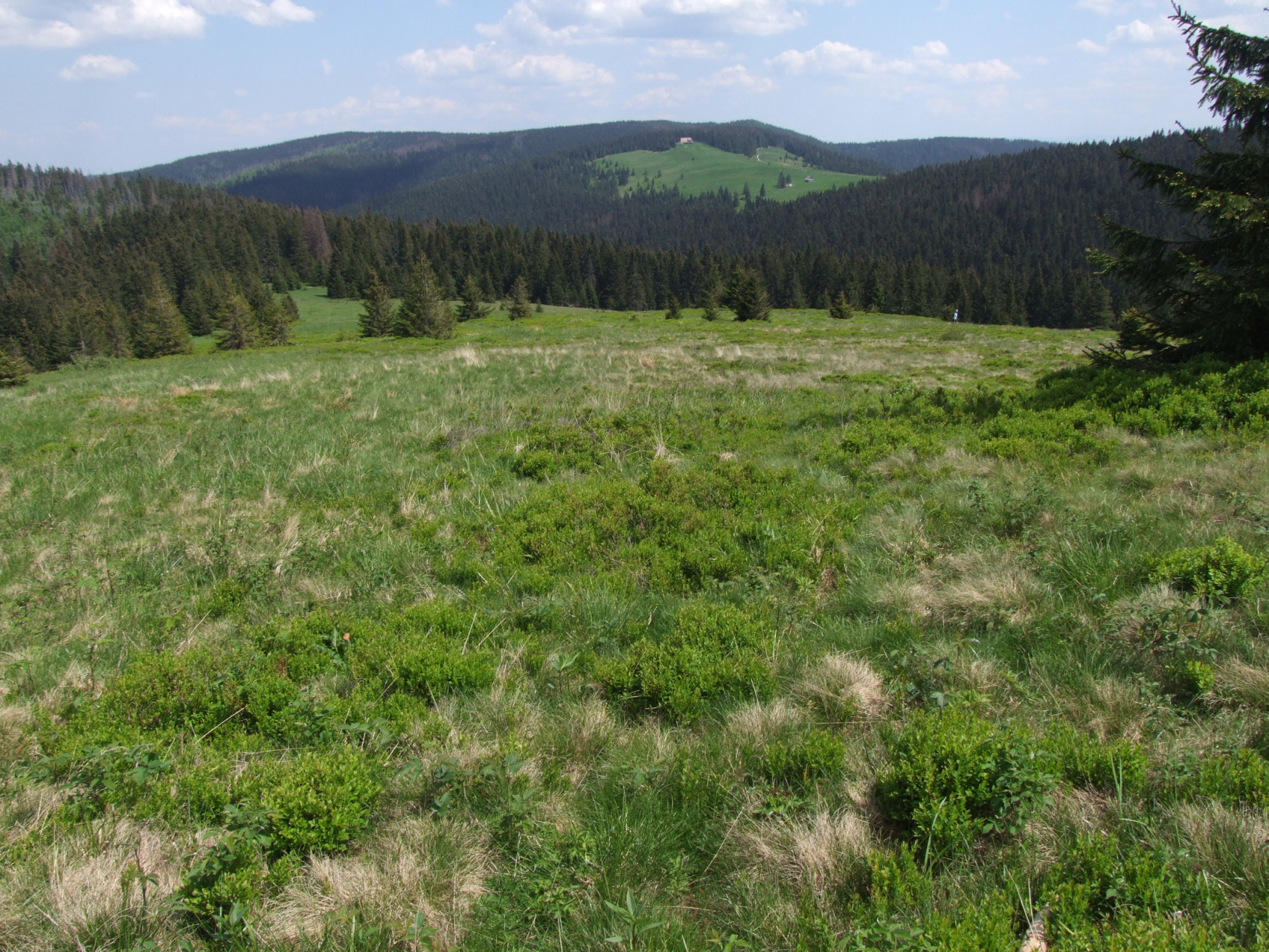
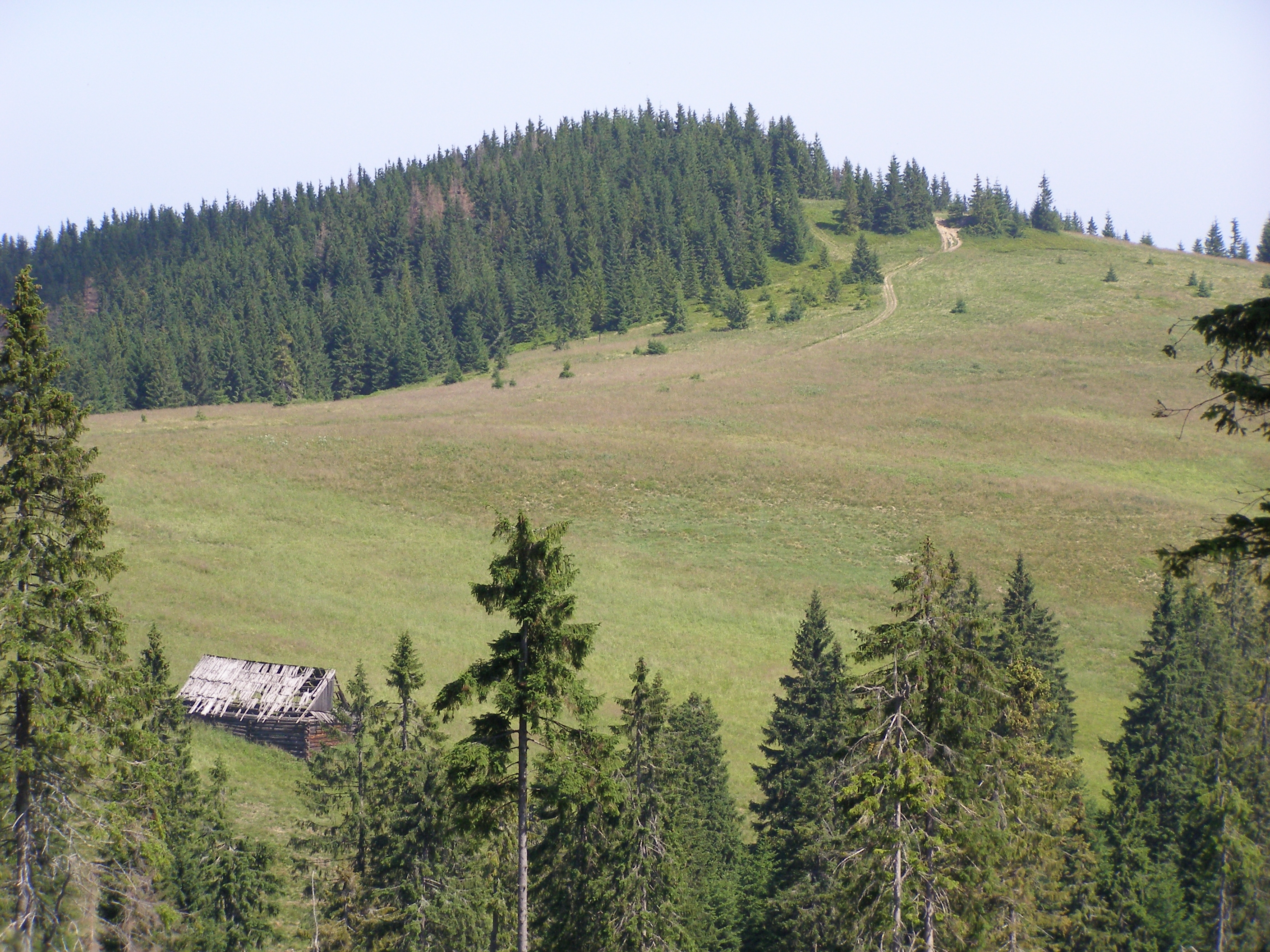
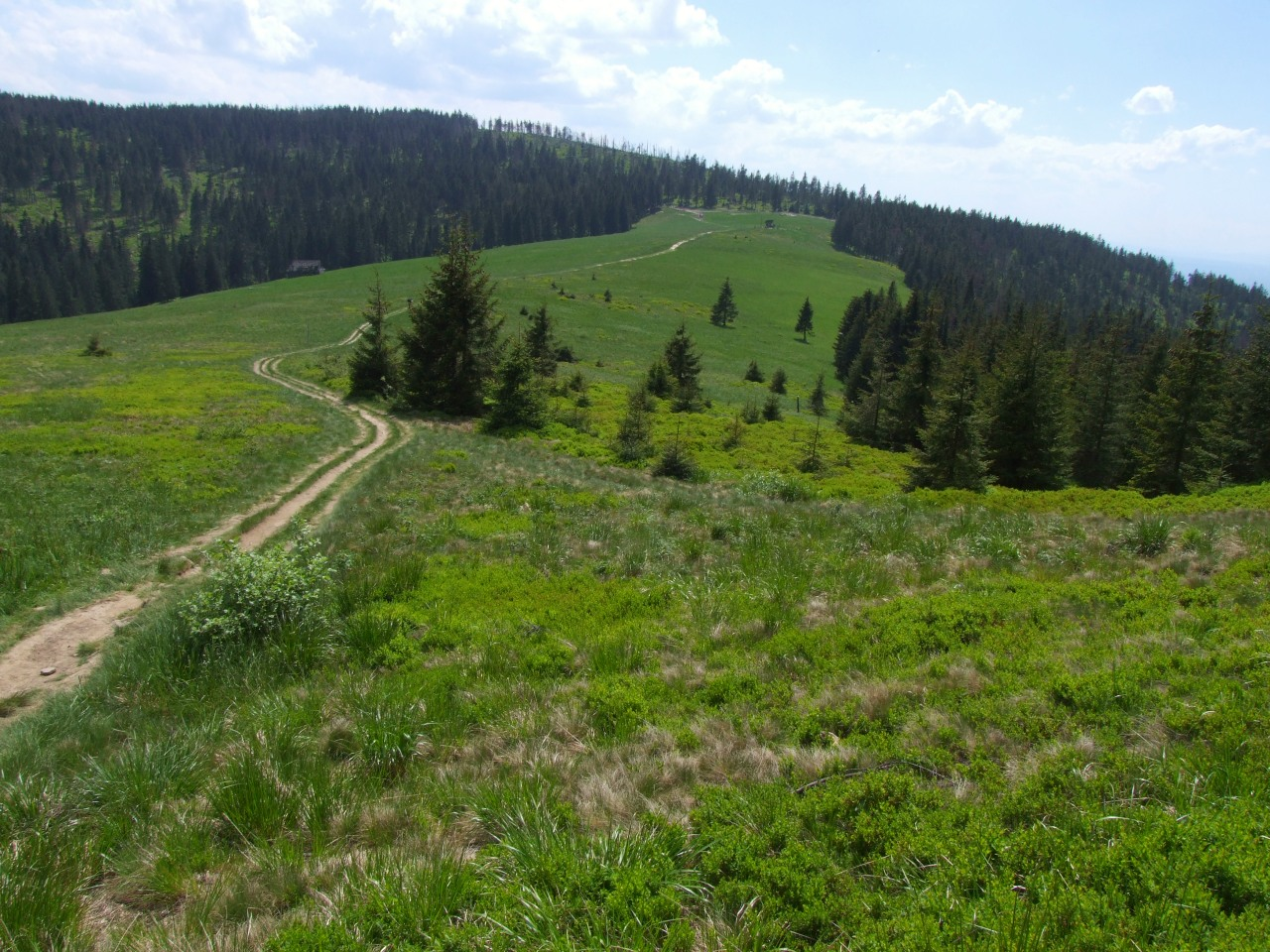
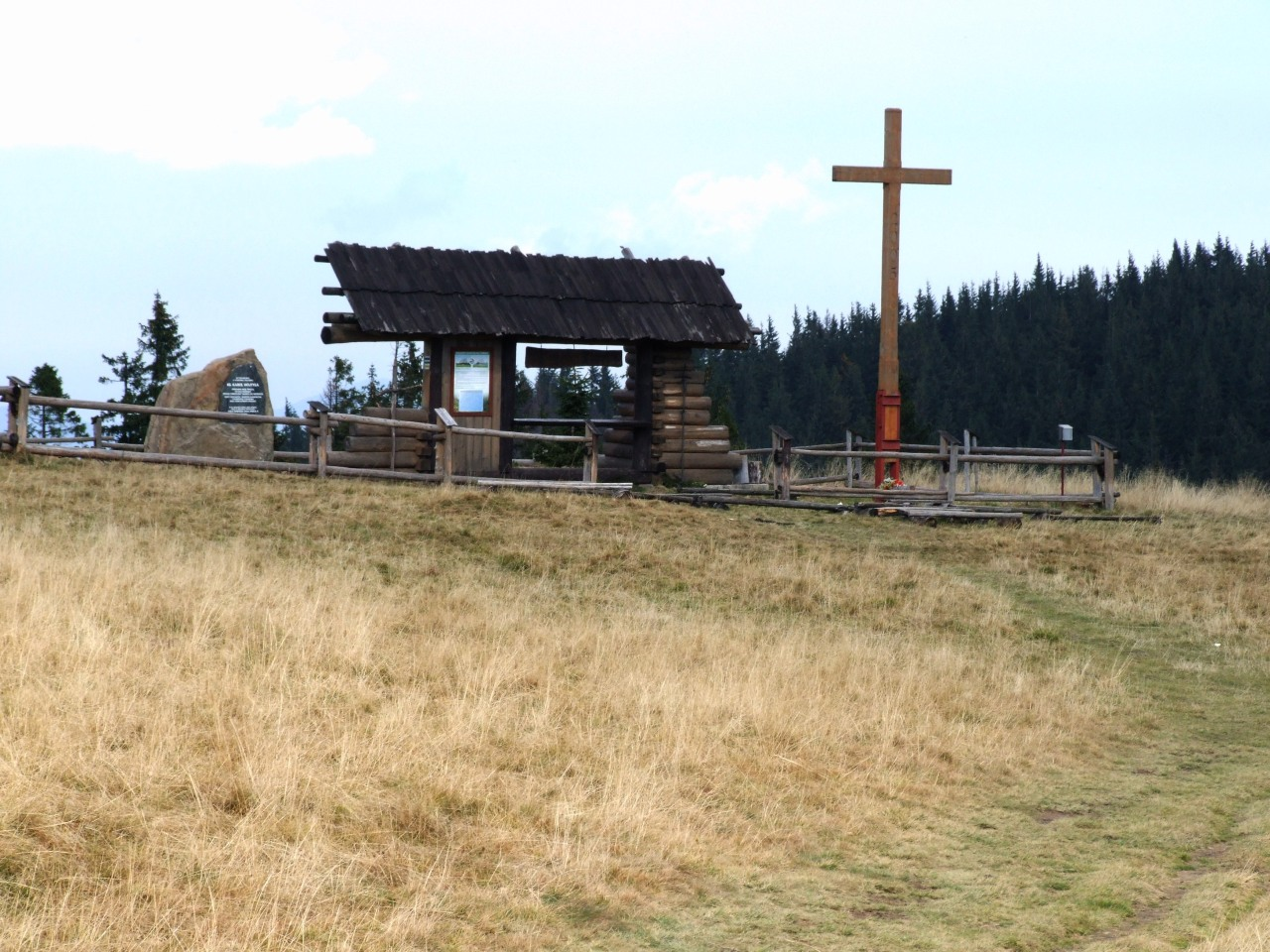

## Szlaki turystyki pieszej
z Koninek (od parkingu przy stacji wyciągu krzesełkowego) przez Suchy Groń, Polanę Średnie i Czoło Turbacza na Turbacz. Czas przejścia około 2:30 h, ↓ 1:50 h
 z Niedźwiedzia przez Orkanówkę, Turbaczyk, Wierch Spalone, Kopieniec i Czoło Turbacza na Turbacz. Czas przejścia około 4 h, ↓ 3 h
 przełęcz Przysłop – Pod Jaworzynką – Podskały – Adamówka – Gorc Troszacki – Kudłoń – Pustak – Przysłopek – przełęcz Borek – Hala Turbacz – Turbacz. Odległość 11,4 km, suma podejść 810 m, suma zejść 470 m, czas przejścia 3 godz. 35 min, z powrotem 3 godz.